# Cryptocranium
Cryptocranium – rodzaj chrząszczy z rodziny kózkowatych i podrodziny zgrzypikowych. 

## Zasięg występowania
Przedstawiciele tego rodzaju występują w Ameryce Południowej, od Peru i północnej Brazylii na północy po Paragwaj na południu.

## Systematyka
Do Cryptocranium należą 2 gatunki:
- Cryptocranium cazieri
- Cryptocranium laterale